# 大駱
大駱（だいらく）は、嬴姓の諸侯国。
『史記』の記載によると、殷の帝辛時期に大臣の悪来がいて、その玄孫が大駱と名付けられた。大駱の長男が成で、大駱を建国した。大駱は周の厲王の時期（紀元前877年 - 紀元前841年）に西戎によって滅亡した。